# 盧旺達革命

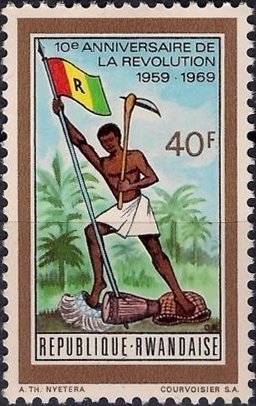
盧旺達革命的紀念郵票

卢旺达革命指的是1959年至1961年期間卢旺达境内胡图族与图西族之间爆发的衝突。衝突導致盧旺達從图西族君主制國家转变成胡图族主导的共和国。这场衝突导致至少336,000名图西人逃往邻国。